# Bob Kalsu
James Robert Kalsu, detto Bob (Oklahoma City, 13 aprile 1945 – Thua Thien, 21 luglio 1970), è stato un giocatore di football americano statunitense che ha giocato nel ruolo di offensive guard per i Buffalo Bills della American Football League per una stagione, prima di essere arruolato per la Guerra del Vietnam dove morì nel 1970.

## Biografia
Kalsu al college giocò all'Università dell'Oklahoma, venendo premiato come All-American. Fu scelto dai Buffalo Bills nell'ottavo giro del Draft NFL 1968 e nella sua prima stagione divenne la guardia titolare della squadra, venendo premiato come miglior rookie dei Bills. A fine anno fu obbligato dal Reserve Officers' Training Corps (ROTC) ad arruolarsi nell'Esercito come sottotenente e arrivò in Vietnam nel novembre 1969 come parte della 101st Airborne Division. Fu ucciso in combattimento il 21 luglio 1970 quando la sua unità cadde sotto i colpi di un mortaio nemico. La sua famiglia, in segno di rispetto, rifiutò di rendere pubbliche le circostanze specifiche della sua morte.
Il tenente Kalsu aveva una bambina di nome Jill. Nella sua casa di Oklahoma City, sua moglie, Jan Kalsu, diede alla luce suo figlio, James Robert Kalsu Jr., il 23 luglio. La signora Kalsu fu informata della morte del marito solo ore dopo. Kalsu e l'ex giocatore dei Cleveland Browns Don Steinbrunner furono gli unici due giocatori di football professionisti a perdere la vita nella guerra del Vietnam.

## Palmarès
- All-American
- Buffalo Bills Wall of Fame

## Statistiche
| Partite totali | 14 |